# Baronaggio

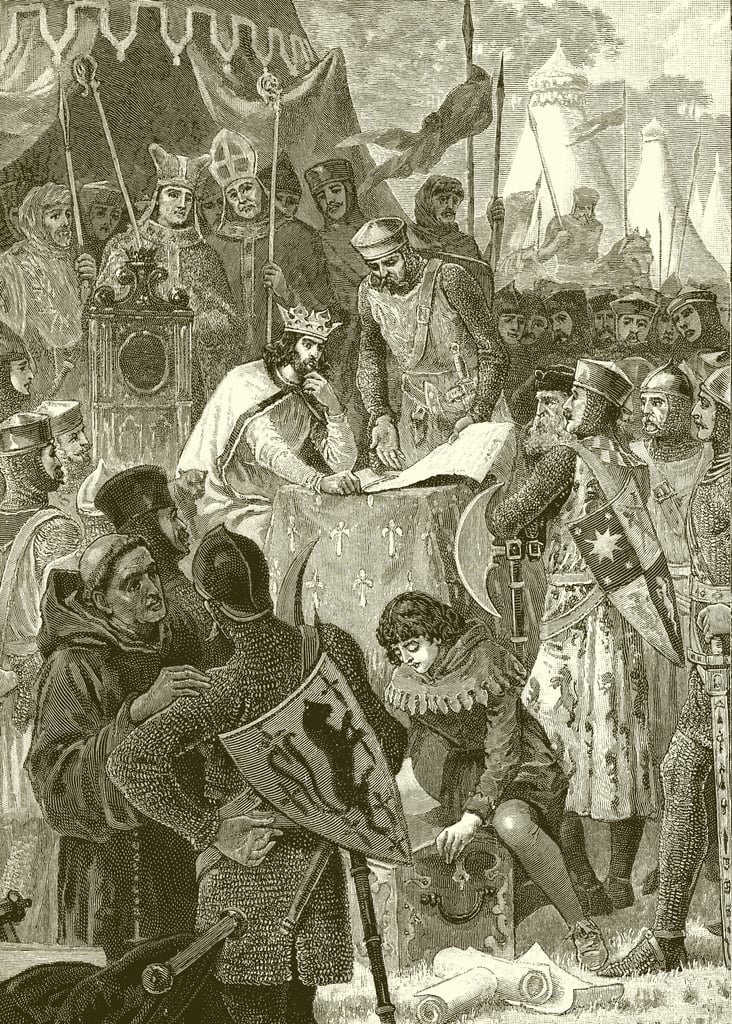
Il re Giovanni d'Inghilterra firma la Magna Carta a Runnymede nel 1215, circondato dal suo baronaggio. Illustrazione tratta da Cassell's History of England del 1902.

Baronaggio è il termine collettivo che indica tutti i membri della nobiltà feudale, come osservato dal giurista Edward Coke. Alla fine fu sostituito dal termine "paria".

## Origine
Il termine ebbe origine in un periodo in cui esisteva un solo grado sostanziale di nobiltà, quello di barone feudale. Il barone feudale riceveva le sue terre direttamente dal re come tenens in capite dal possesso feudale della terra per baroniam. Questo gli dava l'obbligo di fornire cavalieri e truppe all'esercito feudale reale. I baroni potevano svolgere altri incarichi esecutivi oltre ai doveri che avevano nei confronti del re come tenens in capite, in particolare se anche conti. Immediatamente dopo la conquista normanna dell'Inghilterra del 1066, pochi baroni ricoprivano la funzione di conte, che non era considerato come un grado separato di nobiltà in sé. Un conte era a quel tempo il più alto ufficio esecutivo interessato all'amministrazione di una contea. Il conte aveva responsabilità superiori allo sceriffo (termine che deriva dall'unione dei termini shire e reeve). In latino, uno sceriffo era indicato come vice-comes, che significa vice-conte, vale a dire era il vice di un conte. Dall'unione di questi due termini successivamente si sviluppò il titolo di visconte.

## Obbligo di partecipare ai lavori del Parlamento
Un privilegio attribuito, e che spesso costituiva un pesante fardello, era il diritto, anzi l'obbligo, di consigliare il re nella sua corte feudale, l'organo precursore del Parlamento, chiamato Council de Baronage. Era una parte standard del contratto feudale che ogni tenens in capite avesse l'obbligo di assistere il suo signore supremo per consigliarlo e sostenerlo, ricevendo in cambio la sua protezione da forze esterne ostili. Similmente a questo, i sub-tenens di un tenens in capite, il signore di un maniero minore nella giurisdizione in cui vivevano, erano obbligati a recarsi alla corte del barone nel suo maniero. Un barone non aveva altro superiore feudale se non il re e quindi la corte del re era il luogo appropriato per la riunione dei baroni, che collettivamente formavano il baronaggio.

## Sostituzione con la paria
Alla fine i doveri dell'ufficio esecutivo di conte divennero ridondanti, essendo assorbiti dallo sceriffo, e il titolo di conte divenne in sé un titolo di nobiltà superiore a quello di barone, tuttavia il baronaggio rimase il termine collettivo per entrambi i gradi, poiché i conti continuarono comunque a detenere le loro terre per baroniam. Il possesso di una baronia era quindi il fattore comune del baronaggio. In effetti, nel senso antico della parola barone come semplice tenens in capite, tutti i partecipanti al Parlamento erano "pari", vale a dire "uguali" (dal latino: pares) l'uno rispetto all'altro, nella loro posizione feudale inferiore solamente a quella del re. Con il declino del sistema feudale e la creazione di baronie tramite lo strumento giuridico del writ, vale a dire la convocazione personale basata sulle caratteristiche personali del destinatario piuttosto che sulla sua forma di possesso della terra, a partire dal 1265 la baronia feudale perse la sua rivendicazione come fattore qualificante per la nobiltà e la baronia per writ, o per lettere patenti dal 1388, divenne del tutto personale e non territoriale. Gli ulteriori gradi di nobiltà di duca, marchese e visconte similmente furono creati tramite writ e lettere patenti e il termine baronaggio non era più adeguato per descrivere collettivamente tutti i gradi di nobiltà. Fu così coniato il termine "paria" per sostituirlo.

## Vestigia sopravvissute
L'antico uso del grado di baronia continuò come conditio sine qua non fino al XXI secolo. Tutti i membri della paria devono essere baroni, per così dire, perché Hallam affermava: "Ogni conte era anche un barone", e sotto questo aspetto l'antico concetto di baronaggio sopravvive come il fattore comune della nobiltà. Nessun cittadino comune viene mai elevato direttamente a un più alto grado di nobiltà senza essere allo stesso tempo creato barone, consentendogli di unirsi al baronaggio dei secoli passati, che quindi sopravvive ancora in questa forma teorica. Ad esempio l'ammiraglio John Jervis, nel 1801 fu creato pari con il titolo di conte di St Vincent, una ricompensa propriamente alta per i suoi servizi nella Royal Navy. Nel 1797 aveva già ricevuto il titolo di barone Jervis. Lo stesso avvenne negli anni '80 con l'elevazione dell'ex Primo ministro britannico Harold Macmillan che contemporaneamente fu creato conte di Stockton e barone. Una tale baronia è sostenuta in modo grossolano, vale a dire che non viene mai utilizzata dal suo detentore, ma piuttosto viene sorpassata dal suo titolo superiore. Poteva tuttavia emergere quando il suo erede veniva convocato nella Camera dei lord con un writ of acceleration, cosa non più possibile dopo l'House of Lords Act del 1999. Il figlio doveva possedere particolari capacità politiche e di governo e desiderare di metterle a disposizione del Parlamento. Può anche essere usato senza alcuna sostanza legale o politica come titolo di cortesia dal figlio maggiore di un conte o di un nobile superiore.

### Ulteriori letture
- Nicolas, Sir Harris, Historic Peerage of England, ed. Courthope